# Municipio de Gomer
El municipio de Gomer (en inglés: Gomer Township) es un municipio ubicado en el condado de Caldwell en el estado estadounidense de Misuri. En el año 2010 tenía una población de 340 habitantes y una densidad poblacional de 3,62 personas por km².

## Geografía
El municipio de Gomer se encuentra ubicado en las coordenadas 39°44′20″N 93°56′0″O / 39.73889, -93.93333. Según la Oficina del Censo de los Estados Unidos, el municipio tiene una superficie total de 93.98 km², de la cual 93,22 km² corresponden a tierra firme y (0,81 %) 0,76 km² es agua.

## Demografía
Según el censo de 2010, había 340 personas residiendo en el municipio de Gomer. La densidad de población era de 3,62 hab./km². De los 340 habitantes, el municipio de Gomer estaba compuesto por el 96,18 % blancos, el 0,88 % eran afroamericanos y el 2,94 % eran de una mezcla de razas. Del total de la población el 0,88 % eran hispanos o latinos de cualquier raza.